# ويليام آرثر سميث
ويليام آرثر سميث (بالإنجليزية: William Arthur Smith)‏ هو فنان أمريكي، ولد في 19 أبريل 1918، وتوفي في 27 أبريل 1989.